# خواب‌آور (فیلم)
«خواب‌آور» (انگلیسی: Sleeping Pills (film)) یک فیلم است که در سال ۲۰۰۳ منتشر شد.